# Носна кухина
Носната кухина се състои от преддверие и същинска носна кухина. Преддверието представлява предната хрущялна част, а стените на преддверието са покрити с кожа, по която има груби косми. Същинската носна кухина има костен скелет с четири стени (горна, долна, медиална и латерална).
Чрез носната преграда същинската носна кухина се разделя на дясна и лява част, всяка от които съдържа носни входове. Общият носен вход се свързва с гълтача чрез задните носни отвори. Страничните носни входове (долен, среден и горен) се разполагат под съответните носни миди (горна, средна и долна). В долния носен вход се отваря слузният канал, в средния – горночелюстният синус и предните етмодиални синуси.
Стените на носната кухина са покрити с лигавица, която според строежа си бива респираторна и обонятелна:
- Респираторната лигавица покрива по-голямата част от стената и има многореден цилиндричен епител и има смесени жлези и множество кръвоносни съдове и венозни сплитове по конхите и преградата; те затоплят вдишания въздух, а при увреждане са източник на кръвоизливи от носа.
- Обонятелната лигавица заема горната част на преградата и горната носна мида. Има жълтеникав цвят и е покрита с обонятелен епител.